# Fra 1.værelses til strandvejsvilla
Fra 1-værelses til strandvejsvilla er en dansk reality-dokumentar-serie, der igennem 6 episoder viser hvordan ejendomsmægler Lars Elbæk og designer Rasmus Larsson gennemfører at købe, renovere og sælge boliger med fortjeneste. Det er en række programmer med en simpelt premis. Der købes en ejendom, Rasmus Larsson renoverer og sætter i stand , hvorefter Lars Elbæk sælger det færdige produkt med fortjeneste. Fortjenesten investeres i næste runde af projektet. Målet for programmets projekt er at opgradere boligerne fra udgangspunktet, en ét-værelses lejlighed, til endemålet, en villa på 'Strandvejen' med havudsigt.
“Fra 1-værelses til strandvejsvilla” oprindelig sendt på TV2 i 2020 og er produceret til TV2 af Impact TV.

## Handling
Med gevinsten fra hvert af de solgte renoveringsprojekter køber de to mænd større og større boliger, kaster sig ud i større og større renoveringer, således at deres oprindelige 1,5 millioner kroners investering i en 1-værelses lejlighed, efter seks handler, er vokset så meget, at de kan købe en bolig på Strandvejen i Ålsgårde. Alle bolighandler foretages med udgangspunkt i, hvad der til salg i det åben boligmarked. At destinationen ender med at være i Ålsgårde er et udtryk for, hvad der var til salg, inden for projektets økonomiske formåen, på daværende tidpunkt.
De seks handler med stigende værdi: en lejlighed i Valby, en lejlighed på Vesterbro i København, en Bungalow i Brøndby, en villa i Greve, en villa i Tisvilde, der til sidst munder ud i en villa i Ålsgårde. Serien slutter med, at de to mænd har købt en byggegrund i første række til Øresund, som de agter at opfører en villa på. Man får aldrig det færdige resultat at se.

## Tidsplanen
I udgangspunktet har de to værter sat 12 måneder af til gennemførslen af de fem bolighandler, men det lykkes ikke. Det oplyses aldrig i programmerne, hvor meget tid der reelt ender med at bruges på alle handler.

## Eksterne referencer
- Fra 1-værelses til strandvejsvilla Arkiveret 10. maj 2022 hos  Wayback Machine på ImpactTV's hjemmeside
- Fra 1-værelses til strandvejsvilla på TV2's hjemmeside